# Раттенберг
Раттенберг (нім. Rattenberg) — місто у складі округу Куфштайн у землі Тіроль, Австрія.
Раттенберг лежить на висоті  521 м над рівнем моря і займає площу 0,11 км². Громада налічує 411 мешканців (на 1 січня 2018). 
Густота населення 3682/км².  
Раттенберг, розташований на березі річки Інн, є найменшим містом в Австрії. Він також є центром судового округу Раттенберг. 
|                                     |
| Раттенберг на мапі округу та землі. |

 Адреса управління громади: Klostergasse 94, 6240 Rattenberg (Tirol). 

## Демографія
Історична динаміка населення міста за даними сайту Statistik Austria

## Виноски
1. ↑  Dauersiedlungsraum der Gemeinden Politischen Bezirke und Bundesländer - Gebietsstand 1.1.2018 — Статистичне управління Австрії.
2. ↑  Einwohnerzahl 1.1.2019 nach Gemeinden mit Status, Gebietsstand 1.1.2019 — Статистичне управління Австрії. — С. 29.
3. ↑  www.rattenberg.at. Архів оригіналу за 21 липня 2013. Процитовано 14 липня 2013.
4. ↑  Gemeindedaten von Rattenberg (Tirol). Архів оригіналу за 13 листопада 2012. Процитовано 14 липня 2013.

| Австрія | Це незавершена стаття з географії Австрії. Ви можете допомогти проєкту, виправивши або дописавши її. |